# Des souris et des elfes
Pour plus de détails, voir Fiche technique et Distribution.
Des souris et des elfes  (titre original : Yankee Dood Itest un court métrage d'animation américain  de la série Merrie Melodies mettant en scène Elmer Fudd et Sylvestre le chat, réalisé par Friz Freleng et produit par Alfred P. Sloan Foundation et la Warner Bros. Cartoons, sorti en 1956.

## Fiche technique
- Dates de sortie :
  -  États-Unis :  13 octobre 1956